# Prasinohaema prehensicauda
Prasinohaema prehensicauda är en ödleart som beskrevs av  Arthur Loveridge 1945. Prasinohaema prehensicauda ingår i släktet Prasinohaema och familjen skinkar. IUCN kategoriserar arten globalt som livskraftig. Inga underarter finns listade i Catalogue of Life.